# Patricia de Constantinople
 (décembre 2023).
Si vous disposez d'ouvrages ou d'articles de référence ou si vous connaissez des sites web de qualité traitant du thème abordé ici, merci de compléter l'article en donnant les références utiles à sa vérifiabilité et en les liant à la section « Notes et références ».
Sainte Patricia, ou Patricia de Constantinople, née en 664 à Constantinople et morte le 13 ou 25 août 685 à Naples, est une religieuse byzantine considérée comme sainte par l'Église catholique. Elle est patronne secondaire de Naples. Elle est fêtée localement le 25 août.

## Biographie
Son existence fut brève et les faits marquants de sa vie furent transmis oralement par les membres de sa communauté, puis par des fonds écrits plus tardifs.
Il semble qu'elle soit née en 664 dans une famille riche et noble de Constantinople, lointainement descendante de Constantin. Elle se détourne du cadre luxueux de son existence pour aller à Rome avec sa nourrice Aglaë recevoir des mains du pape la consécration virginale.
Elle distribue ensuite ses biens et décide de partir en pèlerinage pour Jérusalem, mais elle échappe en chemin à un naufrage sur la côte de Naples. Elle trouve refuge sur l'îlot de Megaride (emplacement du Castel dell'Ovo), où elle s'établit dans un petit ermitage, Elle y meurt, sans doute de maladie, le 13 ou le 25 août 685.

## Reliques
Les reliques de la sainte furent d'abord conservées au monastère Saint-Nicandre-et-Saint-Marcien, puis translatées en 1864 au couvent Saint-Grégoire-l'Arménien. Recouvertes de cire, elles furent conservées dans une urne d'or, de pierres précieuses et d'argent, et déposées dans la chapelle du monastère. Le monastère conserve également son sang, qui comme celui de Janvier de Bénévent, l'autre saint patron de Naples, plus célèbre, se liquéfierait annuellement. Depuis 1922, ses reliques sont gardées par les Sœurs crucifiées adoratrices de l'Eucharistie, congrégation contemplative et vouée à l'enfance abandonnée, fondée à Naples en 1885 par mère Marie Pie de la Croix.